# Bob Ring
Robert Ring (Melrose, Massachusetts, 1946. október 6. – Bluffton, Dél-Karolina, 2017. június 22.) amerikai jégkorongozó, kapus.

## Pályafutása
Az 1965–66-os idényben a Springfield Indians csapatával az AHL-ben, a Boston Bruins-szal a NHL-ben, a Niagara Falls Flyers együttesével az OHA-ban szerepelt. 1970 és 1974 között a Concord Eastern Olympics játékosa volt.

## Sikerei, díjai
- OHA Második All-Star Csapat: 1966
- AUAA Első All-Star Csapat: 1968